# بازشناسی منابع و مآخذ تاریخ ایران باستان
بازشناسی منابع و مآخذ تاریخ ایران باستان کتابی است که محمود جعفری دهقی در ۱۳۸۲ نوشته است این کتاب دربارهٔ منبع‌شناسی تاریخ ایران باستان از ورود آریایی‌ها تا پایان سلسله ساسانی است.